# نيس (تشيشير)
نيس (بالإنجليزية: Ness, Cheshire)‏ هي قرية تقع في المملكة المتحدة في شمال غرب إنجلترا. يقدر عدد سكانها بـ 1,620 نسمة .